# نور المزروعي
نور المزروعي هي طاهية وناشطة في مجال حقوق ذوي الإعاقة من قطر، وهي خبيرة في التراث الطهوي في قطر. تتخصص في تكييف الوصفات القطرية التقليدية لتوفير بدائل خالية من الغلوتين وبدائل نباتية. وهي طاهية في مقهى روزادو، وقد تعلمت الطبخ عندما كانت طفلة من والدتها وجدتها.
عام 2021، تعاونت مع فندق بارك حياة الدوحة لإطلاق كعكة احتفالية لشهر رمضان. في عام 2022، قامت بإرشاد ديفيد بيكهام عبر أسواق قطر في نطاق عمله الترويجي للسياحة في قطر. افتتحت مقهىً خاصاً بها أسمته "بلندد".
قبل مسيرتها المهنية في مجال الطهي، كانت المزروعي مديرة إحدى خدمات ذوي الإعاقة، وتواصل حملتها من أجل زيادة الحقوق والتمثيل للأشخاص ذوي الإعاقة. حصلت على درجة الماجستير في تعليم ذوي الاحتياجات الخاصة، وكذلك درجة البكالوريوس في نظم المعلومات الإدارية، وكلاهما من جامعة قطر.

## روابط خارجية
- مرقوقة سهلة وسريعة مع الشيف نور المزروعي (فيديو)
- رحلة قطر في عالم المطبخ (خاص)
- وصفة: احتفل باليوم الوطني لدولة قطر مع المجبوس، الطبق الوطني لدولة قطر (مقال)
- الشيف نور المزروعي | (فيديو)